# ليوبولد مولر (أستاذ جامعي)
ليوبولد مولر (بالألمانية: Leopold Müller)‏ هو مهندس مدني ومهندس نمساوي، ولد في 1908 في سالزبورغ في النمسا، وتوفي بنفس المكان في 1 أغسطس 1988.